# Jermaine Taylor (calciatore)
Jermaine Taylor (Parrocchia di Portland, 14 gennaio 1985) è un ex calciatore giamaicano, di ruolo difensore.

## Carriera

### Nazionale
Ha giocato nella nazionale giamaicana Under-20.
Viene convocato per la Copa América Centenario negli Stati Uniti. Si posiziona all'ottavo posto nella classifica dei calciatori della Nazionale Calcistica Jamaicana per numero di presenze ufficiali con 101 gare disputate tra il 2004 e il 2017 a meno 27 partite dal primo classificato, Ian Goodison.

## Palmarès

### Club

#### Competizioni internazionali
- Campionato per club CFU: 2

Harbour View: 2004, 2007

#### Competizioni nazionali
- National Premier League: 1

Harbour View: 2007